# Ambarnyj
Ambarnyj (ros. Амбарный) – osiedle w Rosji, w Karelii, w rejonie łouchskim. W 2010 liczyło 675 mieszkańców.